# Łuczniczka
Uczniczka là một đấu trường thể thao, trình diễn và hội chợ ở Bydgoszcz, Ba Lan. Trong mảng thể thao, nó chủ yếu được sử dụng cho bóng chuyền và bóng rổ, và cũng thường xuyên tổ chức các cuộc thi điền kinh trong nhà.
Tên được đặt theo sự gợi nhắc đến dấu ấn thành phố, tượng Archeress.

Vào năm 2009, Łuczniczka đã tổ chức một trong hai vòng đấu thứ hai của EuroBasket 2009, cũng như Vòng sơ loại Bảng C của Giải vô địch bóng chuyền nữ châu Âu năm 2009. Năm 2011 (từ 18 tháng 6 năm 2011 đến 26 tháng 6 năm 2011) tại Bydgoszcz đã diễn ra Giải vô địch bóng rổ nữ châu Âu - Vòng sơ loại bảng A và B. Từ năm 2003 Łuczniczka cũng đã tổ chức một số trận đấu của FIVB World League (bóng chuyền nam). Gần đây, đội bóng ném quốc gia Ba Lan đã chơi các trận đấu của mình ở Łuczniczka. Hai đội Bydgoszcz thi đấu ở giải bóng chuyền cao nhất Ba Lan (nam và nữ) chơi các trận đấu trên sân nhà ở Łuczniczka. Vào tháng 2 năm 2010 Łuczniczka đã tổ chức trận đấu quần vợt của vòng đầu tiên của Fed Cup World Group II giữa hai đội tuyển quốc gia Ba Lan và Bỉ.

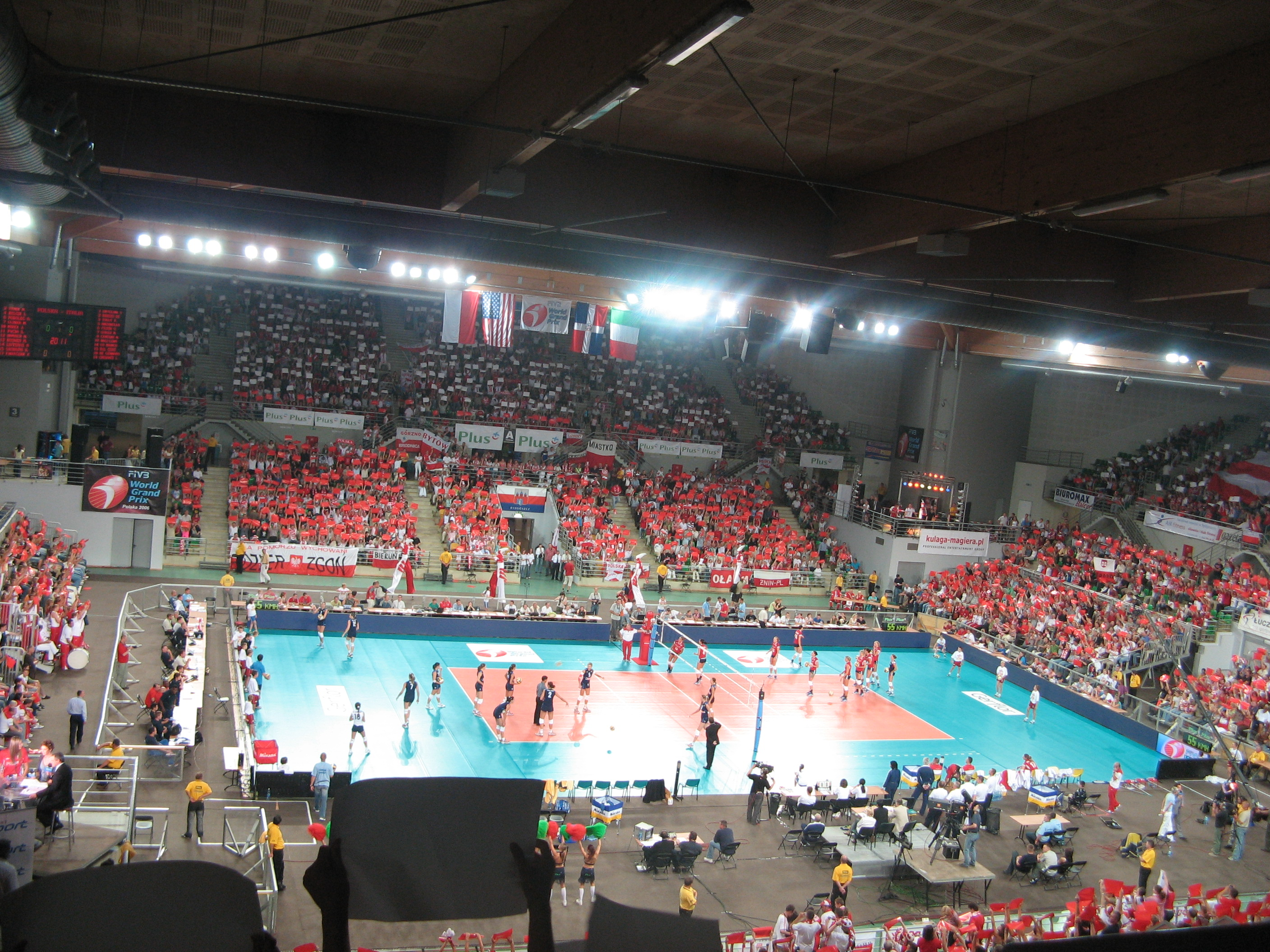
Trong nhà
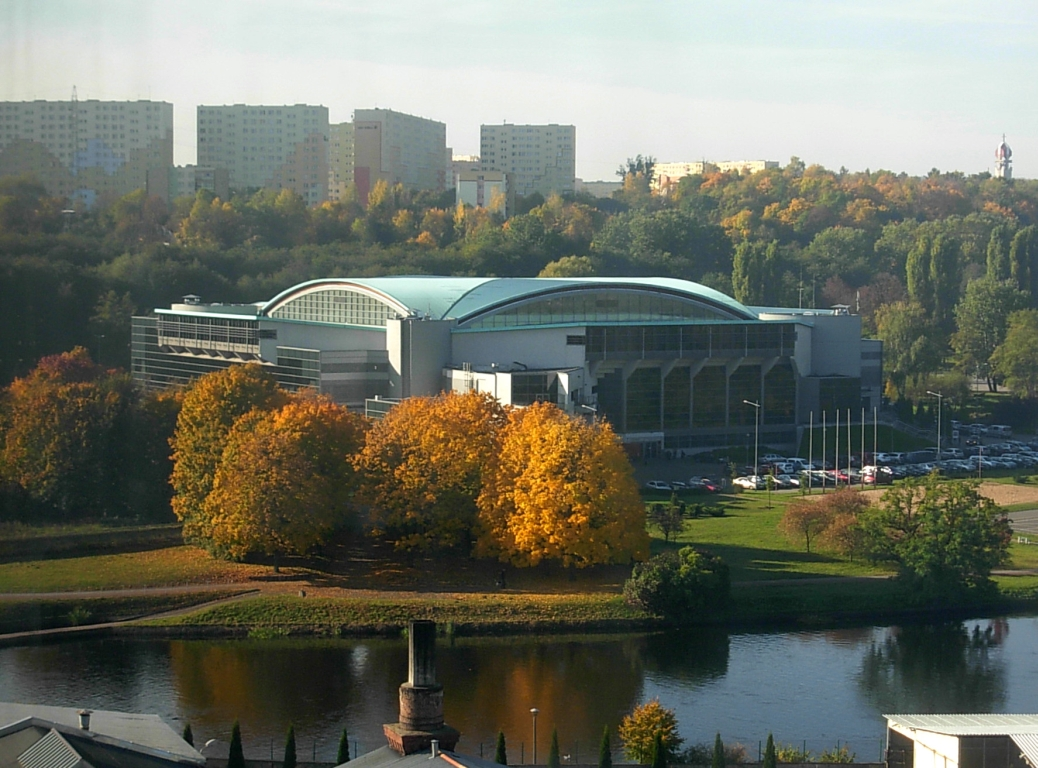
Nhìn chung